# Topsey Falls
Die Topsey Falls sind ein Wasserfall bislang nicht ermittelter Fallhöhe im Westland District in der Region West Coast auf der Südinsel Neuseelands. In der Olivine Range der Neuseeländischen Alpen liegt er in einem namenlosen Zulauf des Ridge Creek, der in östlicher Fließrichtung in den Arawhata River mündet.